# Gawain Briars
Gawain Briars, né le 4 avril 1958 à Witney, est un joueur professionnel de squash représentant l'Angleterre. Il atteint en février 1986 la quatrième place mondiale sur le circuit international, son meilleur classement.
Gawain  Briars suit ses études secondaires dans la Gresham's School, une école du Norfolk.
Après avoir terminé sa carrière en 1989, il étudie le droit à l'université de Cardiff et travaille comme avocat à partir de 1994. Le 1er octobre 1999, il succède à John Nimick au poste de directeur général de la Professional Squash Association. Il occupe ce poste jusqu'à sa démission le 31 mars 2008.

## Palmarès

### Titres
- Championnats britanniques : 2 titres (1979, 1982)
- British Junior Open : 2 titres (1976, 1977)[3]
- Championnats d'Europe par équipes : 4 titres (1978, 1979, 1982, 1986)

### Finales
- Championnats britanniques : 4 finales (1980, 1981, 1983, 1985)